# 1994년 아시안 게임
제12회 아시안 게임은 1994년 10월 2일부터 10월 16일까지 일본 히로시마현 히로시마시에서 개최되었다. 아시안 게임 최초로 수도가 아닌 도시에서 개최되었다. 일본은 이 대회 개최지가 갖는 상징성을 강조했다. 히로시마는 49년 전 최초로 원자폭탄이 투하된 도시였기 때문이다. 선수와 임원을 합쳐 43개 국가에서 총 6828명이 대회에 참가했다. 야구, 근대5종, 가라데가 처음으로 아시안 게임 정식 종목으로 채택되었다.

## 유치 신청 도시
1984년 9월 28일에 대한민국 서울에서 열린 아시아 올림픽 평의회(OCA) 총회에 참석한 회원 76명이 1990년 아시안 게임을 중국 베이징에서, 1994년 아시안 게임을 일본 히로시마에서 개최하자는 내용의 안건을 제시했다. 하지만 1994년 아시안 게임 유치를 희망했던 인도네시아를 비롯한 동남아시아 국가들이 회장단의 안건에 반대 입장을 표명했기 때문에 투표가 진행되었다. 투표 결과 회장단의 안건은 찬성 48표, 반대 22표, 기권 6표로 통과되었다.

## 마스코트
1994년 히로시마 아시안 게임의 공식 마스코트는 흰색 비둘기를 형상화해 만든 '포포'(PoPPo, ポッポ)와 '쿠쿠'(CuCCu, クック)이다.